# Розай, Георгий Альфредович
Георгий Альфредович Розай (1887, Тамбовская губерния — 27 августа 1917, Петергоф) — русский артист балета, солист Мариинского театра, Русского балета в Париже (сезоны Дягилева), Русского балета в Лондоне (коронация Георга V).

## Биография
Георгий Альфредович Розай родился в 1887 году в селе Ивановское Кирсановского уезда Тамбовской губернии (ныне — Уваровский район Тамбовской области). В 1907 году окончил Петербургское театральное училище (педагоги Михаил Обухов и Михаил Фокин).
В 1907—1915 годах работал в Мариинском театре (c 1909 года — корифей, c 1911 — второй солист). Участвовал в спектаклях, поставленных его учителем Михаилом Фокиным и хореографом Мариусом Петипа. По воспоминаниям Михаила Фокина зрители по несколько раз приходили в театр, чтобы увидеть Розая в балете «Половецкие пляски». После успеха Русского балета в Париже Розай получил приглашение выступить в Лондоне.
Михаил Фокин вспоминал, что успех «Шутов» в балете «Павильон Армиды» благодаря Розаю был «невероятным». О выступлении в Лондоне в честь коронации Георга V «Петербургская газета» писала в 1911 году:

За ежедневное исполнение «танца шутов», продолжающегося немногим более пяти минут, г. Розай будет получать 800 рублей в месяц…
Умер 27 августа 1917 года от туберкулёза, похоронен 30 августа на Петергофском Троицком городском кладбище.
Находясь в эмиграции в Америке, его учитель Михаил Фокин писал:

Кто теперь знает имя танцовщика Розая? Он умер скоро после начала своей карьеры. Что осталось от его успеха, его необычайной удачи в книгах о балете?

## Семья
Отец — Торквато Альфредо Фортунато Розай (1857, Флоренция — ?), сын Бальдассаре Розая и Альбины Ломбалли; мать — Матрёна Фоминишна (Matriona Timofezero Fomina; 1866 — ?), крестьянка.
Брат — Евгений (1885, Москва — 1956), артист цирка на Фонтанке.
Сестра — Клавдия Альфредовна Григорович (Розай).
- племянник: Юрий Григорович — советский и российский артист балета, балетмейстер и хореограф[6].

Юрий Григорович поставил в своей краснодарской труппе знаменитые балеты Михаила Фокина:

Мы решили обратиться к балетам Михаила Фокина не только в связи с юбилеем «Русских сезонов» (хотя это и само по себе достаточно весомый повод), но прежде всего потому, что эти спектакли — важнейшая часть нашего культурного наследия. Для меня эти балеты — часть моей личной и театральной биографии. Мой дядя, танцовщик Мариинского театра Георгий Розай, танцевал сольную партию в «Половецких плясках» Фокина — ту самую, которую впоследствии танцевал и я.— Ю. Григорович (цит. по:)
Жена (с февраля 1910) — Екатерина Семёновна Токмачева, дочь купца второй гильдии.

## Спектакли и номера
- «Половецкие пляски» (постановка Михаила Фокина) — Половецкий юноша
- «Полька-пиччикато» («Полька с мячиком») (постановка М. Фокина)
- «Ночь Терпсихоры» (постановка М. Фокина)
- «Шахеразада» (постановка М. Фокина) — Адолеск
- «Балет с разговором» (постановка М. Фокина)
- «Эвника» (постановка М. Фокина) — Негр
- «Пир» (постановка М. Фокина)
- «Павильон Армиды» (постановка М. Фокина) — Шут
- «Времена года» (постановка Мариуса Петипа) — Сатир
- «Дочь фараона» (постановка М. Петипа) — Обезьяна
- «Капризы бабочки» (постановка М. Петипа) — Кузнечик
- «Фея кукол» (постановка Николая Легата и Сергея Легата) — Негр